# Amherst (Nova Escócia)
Amherst é a cidade sede do condado de Cumberland, na província canadense da Nova Escócia, província do atlântico no leste do Canadá. Está localizada aproximadamente a 65 quilômetros a sudeste da cidade de Moncton, em New Brunswick.
A população da cidade, de acordo com o censo canadense de 2016, era de 9.413 habitantes e a área era de cerca de 12.38 quilômetros quadrados.